# 阿克斗卡區 (卡拉干達州)
48°18′59″N 74°58′46″E / 48.3165°N 74.9794°E

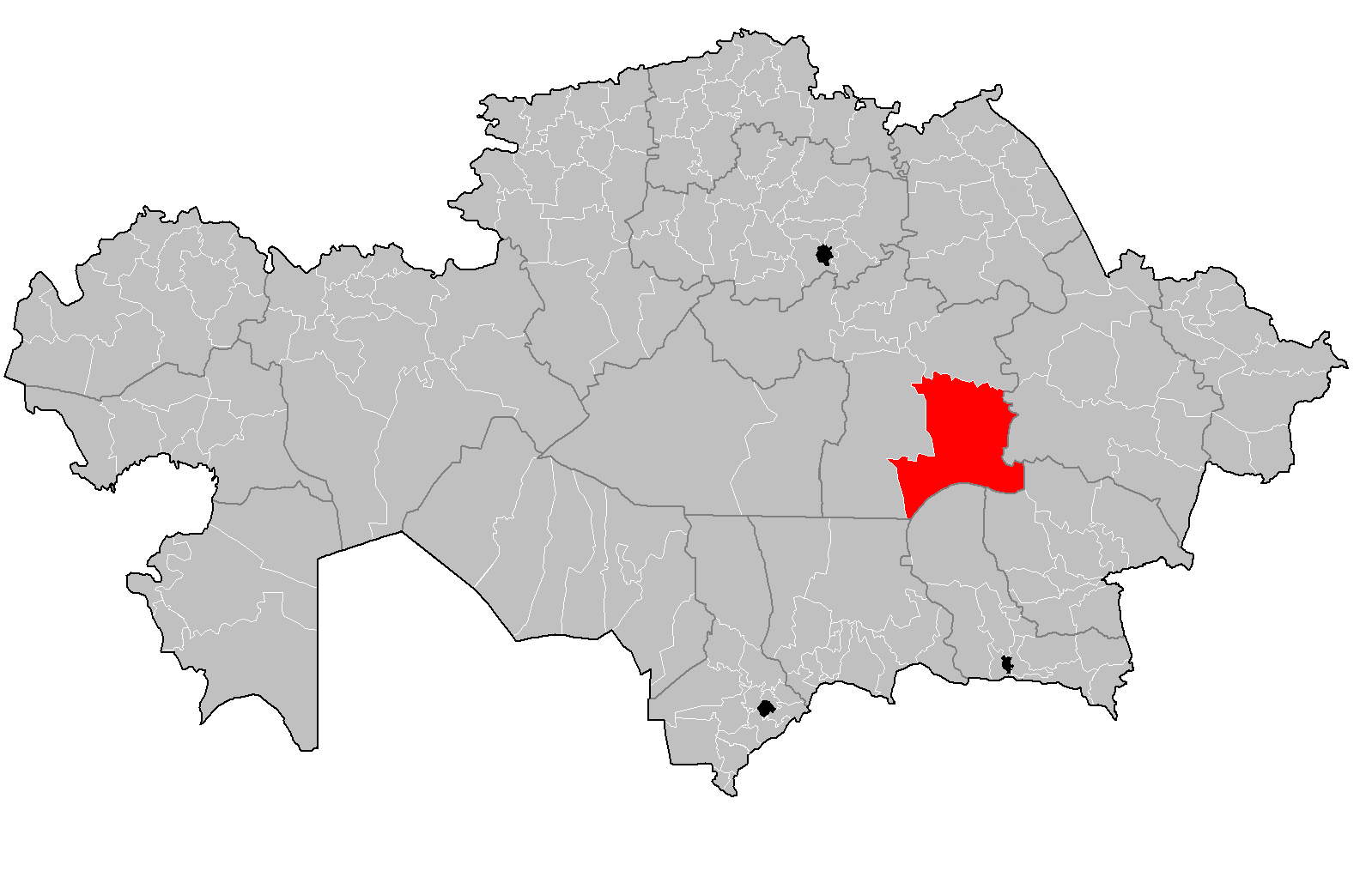

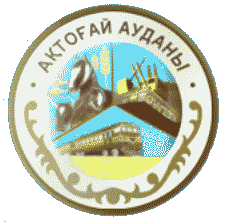

阿克斗卡區是哈薩克斯坦的行政區，位於該國中部，由卡拉干達州負責管轄，首府設於阿克斗卡 (卡拉干达州)，始建於1928年，面積52,000平方公里，2013年人口18,497。